# 砂田町 (名古屋市)
砂田町（すなだちょう）は、愛知県名古屋市中村区の地名。現行行政地名は砂田町1丁目から砂田町3丁目。住居表示未実施。

## 地理
名古屋市中村区中央部に位置する。東は豊国通、西は長筬町、南は上石川町、北は香取町に接する。

## 歴史

### 地名の由来
下中村町の字砂田による。

### 沿革
- 1947年（昭和22年）9月1日 - 以下の通り、中村区下中村町・香取町の各一部により、同区砂田町として成立[1]。
  - 砂田町1丁目が、下中村町字砂田・字荒池および香取町1丁目の各一部により成立[1]。
  - 砂田町2丁目が、下中村町字砂田・字荒池・字上石川の各一部により成立[1]。
  - 砂田町3丁目が、下中村町字砂田・字荒池・字上石川の各一部により成立[1]。

## 世帯数と人口
2019年（平成31年）2月1日現在の世帯数と人口は以下の通りである。
| 町丁   | 世帯数  | 人口  |
| ------ | ------- | ----- |
| 砂田町 | 330世帯 | 588人 |

### 人口の変遷
国勢調査による人口の推移
| 1950年（昭和25年） | 0人   | [ 9 ]  |  |
| 1955年（昭和30年） | 9人   | [ 9 ]  |  |
| 1960年（昭和35年） | 110人 | [ 10 ] |  |
| 1965年（昭和40年） | 354人 | [ 10 ] |  |
| 1970年（昭和45年） | 465人 | [ 11 ] |  |
| 1975年（昭和50年） | 522人 | [ 11 ] |  |
| 1980年（昭和55年） | 526人 | [ 12 ] |  |
| 1985年（昭和60年） | 500人 | [ 12 ] |  |
| 1990年（平成2年）  | 533人 | [ 13 ] |  |
| 1995年（平成7年）  | 586人 | [ 14 ] |  |
| 2000年（平成12年） | 573人 | [ 15 ] |  |
| 2005年（平成17年） | 591人 | [ 16 ] |  |
| 2010年（平成22年） | 625人 | [ 17 ] |  |
| 2015年（平成27年） | 609人 | [ 18 ] |  |

## 学区
市立小・中学校に通う場合、学校等は以下の通りとなる。また、公立高等学校に通う場合の学区は以下の通りとなる。
| 番・番地等 | 小学校               | 中学校               | 高等学校 |
| ---------- | -------------------- | -------------------- | -------- |
| 全域       | 名古屋市立千成小学校 | 名古屋市立豊国中学校 | 尾張学区 |

## 施設
- 名古屋市中村土木事務所[7]

## その他

### 日本郵便
- 郵便番号 : 453-0056[4]（集配局：中村郵便局[21]）。